# Шепелюк Олексій Борисович
Олексі́й Бори́сович Шепелю́к (1977—2014) — український військовик, учасник війни на сході України, майор Збройних сил України. Кавалер ордена «За мужність» III ступеня, почесний громадянин Нововолинська.

## Життєпис
Народився Олексій Шепелюк 19 травня 1977 року в Ніжині. Після закінчення середньої школи майбутній офіцер вступив до Харківського військового університету. Здобувши вищу освіту, з 1998 року проходив військову службу в 51-й механізованій бригаді, яка базувалась у Володимирі-Волинському, останньою посадою офіцера стала посада командира зенітно-ракетної батареї зенітного ракетного-артилерійського дивізіону. Під час військової служби на Волині проживав у Нововолинську. Разом із іншими бійцями бригади брав участь у відсічі збройній агресії Росії. Підрозділ майора Олексія Шепелюка брав участь у боях під Іловайськом. Після здобуття Іловайська Олексій Шепелюк дістав завдання увійти до групи підсилення підрозділів Збройних сил на передовій. Група зенітників прибула на передову в розташування батальйонної групи, але саме у цей час через кордон перейшли озброєні підрозділи російських військ, які відразу ж відкрили вогонь на ураження по українських вояках. Підрозділи українських військ швидко опинилися в оточенні, а їхню бойову техніку вивели з ладу. За цих умов Олексій Шепелюк разом з іншим офіцером — командиром зенітно-ракетного дивізіону Олексієм Кондесюком ухвалив рішення — щоб не потрапити в полон, піти на прорив оточення. Але під час виходу з оточення підрозділ українських військ потрапив у засідку. Більшість групи прориву дістала важкі поранення, у тому числі й командир підрозділу Олексій Кондесюк. Олексій Шепелюк спробував урятувати бойового побратима, але при наближенні до свого товариша сам дістав важкі поранення. Офіцерів оточила група з 12 російських десантників. Не бажаючи здаватись у полон, українські офіцери підірвали себе гранатами разом із путінськими вояками. Оскільки тіло Олексія Шепелюка не було знайдено, тривалий час він вважався зниклим безвісти. Полеглий герой був похований як невідомий у Дніпропетровську, і лише 13 липня 2015 року Олексій Шепелюк ідентифікований за аналізом ДНК.
Пресслужба Міністерства оборони України підтвердила, що були підготовлені документи на присвоєння звання Героя України майорам Олексію Шепелюку та Олексію Кондесюку, але в останній момент їх викреслили зі списку.
Після ідентифікації Олексія Шепелюка полеглий воїн був урочисто перепохований у Ніжині у Всіхсвятському соборі 18 липня 2015 року.
Удома в Олексія Шепелюка залишились батьки, дружина Марина Шепелюк (Лушко) та п'ятеро дітей — з них син Віталій, доньки Домініка, Маргарита 2003 р.н й Женев'єва 2011 р.н. (двоє дітей від першого шлюбу дружини).

## Нагороди та вшанування пам'яті
- 22 вересня 2015 року — за особисту мужність і героїзм, виявлені у захисті державного суверенітету та територіальної цілісності України, вірність військовій присязі під час російсько-української війни, відзначений — нагороджений орденом «За мужність» III ступеня (посмертно).
- 23 листопада 2018 року на честь Олексія Шепелюка в його рідному Ніжині на Стіні Героїв було встановлено меморіальну дошку.[6][7]

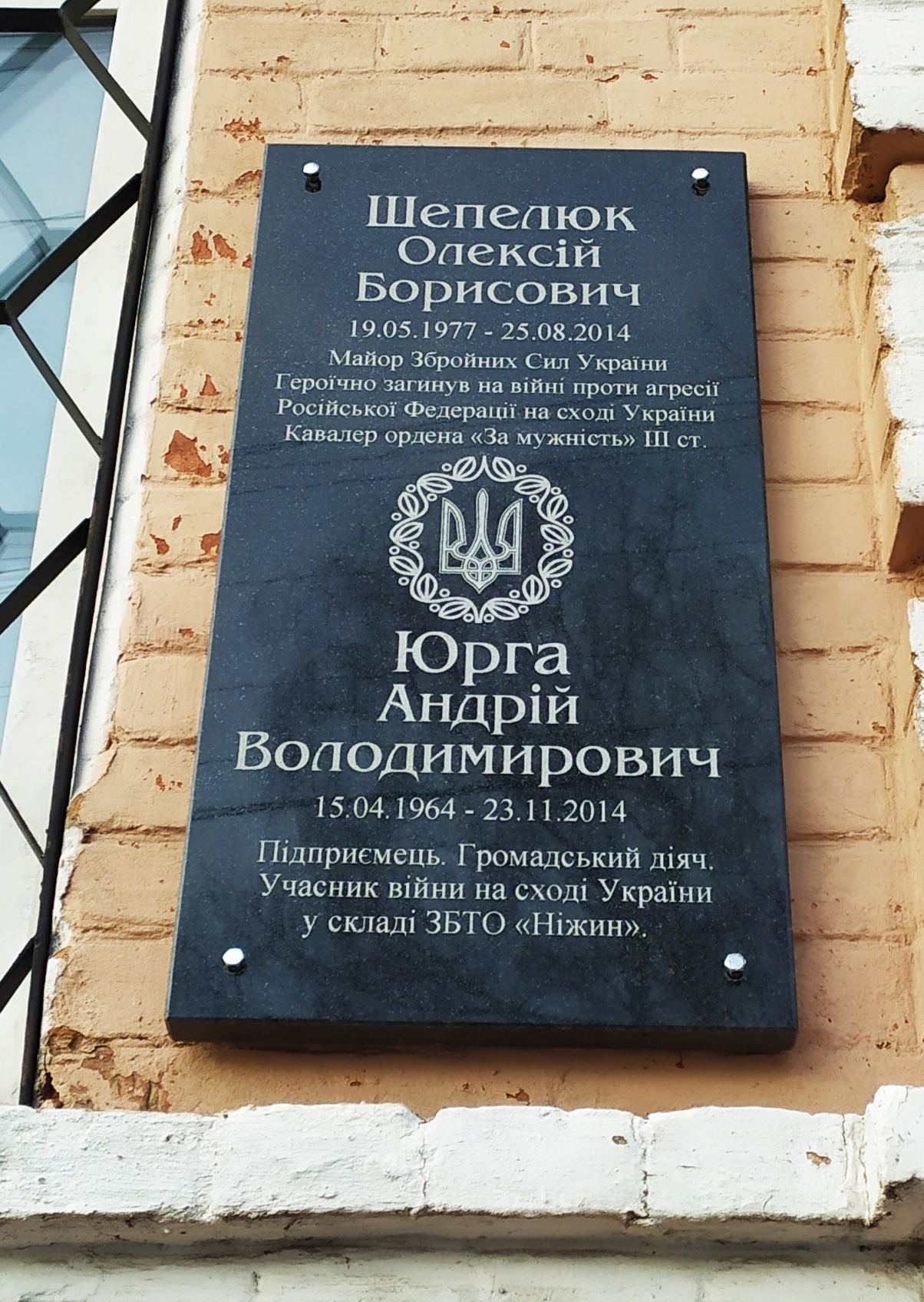
Пам'ятна дошка Андрію Юрзі та Олексію Шепелюку

- Його портрет розміщений на меморіалі «Стіна пам'яті полеглих за Україну» у Києві: секція 3, ряд 9, місце 12
- Вшановується 25 серпня на щоденному ранковому церемоніалі вшанування українських захисників, які загинули цього дня у різні роки внаслідок російської збройної агресії[8]
- відзнака 14-ї ОМБр «За мужність та відвагу» (посмертно)
- «Іловайський Хрест» (посмертно)
- 28 жовтня 2016 року в Ніжинській гімназії № 3 відбулась презентація книги Людмили Приходько «Серця опалені війною», присвяченої пам'яті випускників гімназії, що загинули під час російсько-української війни
- у вересні 2015 року на будівлі Ніжинської гімназії № 3 встановлено меморіальну дошку честі Олексія Шепелюка